# Salvador Garmendia
Salvador Garmendia Graterón (n. 11 iunie 1928 - d. 13 mai 2001) a fost un scriitor venezuelean.

## Opere

### Nuvele
- Los pequeños seres - Micile ființe (1958)
- Los habitantes - Locuitorii (1961)
- Día de ceniza - Ziua cenușie (1963)
- La mala vida - Viață rea (1968)
- Los pies de barro - Picioare de lut (1972)
- Memorias de Altagracia - Amintiri din Altagracia (1974); traducere în engleză de Jeremy Munday în 1996
- El capitán Kid - Căpitanul Kid (1988)

### Romane
- El parque - Parcul (1946)

### Povești
- Cuentos cómicos (1991)
- Doble fondo (1966)
- Difuntos, extraños y volátiles (1970)
- Los escondites (1972)
- El inquieto Anacobero y otros cuentos (1976)
- El brujo hípico y otros relatos (1979)
- Enmiendas y atropellos (1979)
- El único lugar posible (1981)
- Hace mal tiempo afuera (1986)
- La casa del tiempo (1986)
- La gata y la señora (1991)
- La media espada de Amadís (1998)
- No es el espejo (2002)
- El regreso (2004)
- El inquieto Anacobero y otros relatos (2004)
- Entre tías y putas (2008)

### Non-ficțiune
- La novela en Venezuela (1966)
- Crónicas Sádicas (1991)
- La vida buena (1995)
- Anotaciones en cuaderno negro (2003)
- El gran miedo, Vida(s) y escritura(s) (2004)

### Cărți pentru copii
- Galileo en su reino (1994)
- El cuento más viejo del mundo (1997)
- Un pingüino en Maracaibo (1998)
- El sapo y los cocuyos (1998)
- El turpial que vivió dos veces (2000)
- Mi familia de trapo (2002)
- La viuda que se quedó tiesa (2004)